# 蒂乌拉纳
蒂乌拉纳，是西班牙加泰罗尼亚莱里达省的一个市镇。 总面积16平方公里，总人口32人（2001年），人口密度2人/平方公里。